# Tomás Ó Canaínn
Tomás Ó Canaínn (1930; Pennyburn, Londonderry (Derry), Irlanda del Norte - 15 de septiembre de 2013) fue un músico y cantante irlandés que tocaba la gaita irlandesa y el acordeón. Además, era compositor y escritor. Fue uno de los fundadores del grupo musical Na Fili, en el que tocaba junto al violín de Matt Cranitch y el flautín de Tom Barry en los sesenta y setenta. Fueron muy populares en su Irlanda natal y grabaron varios discos.

## Biografía
Ó Canaínn nació en Pennyburn, a las afueras de Londonderry, pero después se trasladó a Cork donde ocupó el puesto de decano de Ingeniería en la Universidad. También se encargó de las clases de música irlandesa de Sean O'Riada después del fallecimiento de éste en 1971 y dio clases de música en el conservatorio de Cork. Sus hijas también tocan, el violín, la viola y el violonchelo y las tres aparecen con Tomás en su último disco en solitario.

## Discografía con Na Fili

### 1974A Kindly Welcome
1. Anach Cuain (An A Chuin)
2. Blacksmith (tune)
3. Blackbird and the Thrush (Londubh is an Cheirseach)
4. Boys of Ballysodare/Ballisodare/Ballysadare
5. Cork March
6. Denis/Dennis Murphy's Polka
7. Deus Meus
8. Driving of the Calves (Seoladh Na nGamhna)
9. Dusty Miller's (Slip Jig)
10. Fairy/Fairies' Hornpipe
11. Lord Gordon's (Reel)
12. Matt Teehan's Polka
13. Mountain of Women (Slow Air) (Sliabna Na Mban)
14. Petrie's Polka
15. Whelan's Jig
16. White's Daughter from the Glen (Inion an Fhaoit O'n nGleann)
17. Will You Come Home With Me

197? Farewell To Connacht
1. Farewell To Connacht(Arboe)

2. Im Aonar Seal/Miss Mac Namara

3. The Musical Priest

4. Paddy Hughes/Garrett Barryhttp/Morrison's

5. Paddy Lynch's Boat Song

6. Paschal's/Follow Me Down To Limerick

7. The Girl Who Broke My Heart/Strone Johnny

8. The College Groves/The Earl's Chair

9. Slan Le Maigh

10.Within A Mile Of Dublin/Carnanban

11.The Piper's Chair/The Rose In The Heather

12.Geaftai Bhaile Bui

13.Bantry

14.Dinny O'Brien/Eileen O'Callaghan

197? Three
1. Ballyhaunis (Beal Atha h-Amhnais)

2. Bhfaca Tu mo Sheamaisin (Did You See My Seamusin?)

3. Blackbird Hornpipe

4. Caitlin Triall

5. Captain Byng

6. Cis Liathain

7. Dalaigh's Polka

8. Dia do Bheatha

9. Farewell to Erin (Slan Le h-Eirinn)

10.Foggy Dew

11.For Ireland I'd Not Tell Her Name (Ar Eirinn ni Neosfainn Ce Hi)

12.Gander in/at the Pratie Hole

12.Is Maith Le Nora

13.Joys/Joy of My Life (Humours of Donneybrook)

14.Lament of the Three Marys (Caoineadh na dTri Muire)

15.Leitrim Fancy

16.Man of the House (Fear A Ti)

17.Over the Hill (Irish) (De Bharr na gCnoc)

18.That Night in Bethleham (Don Oiche Ud i mBeithil)

19.Why So?

## Discografía en solitario
1980 With Pipe and Song
1. Theodore Street/Pope's Quay/Dun Ciovain

2. Francey

3. Henry mcDermot Roe

4. Deirdre's Lament

5. Limerick's Lamentation

6. The Groves of Glanmire

7. Union Quay/Tam's Jig

8. Pauline's Polka/Claudine's Polka

9. Amen, A Iosa

10.An Sceipin Droighneach (The Blackthorn)

11.John Twiss

12.Saint Anthony's Road/The Moss Road to Dungiven

13.Rachad-sa 'smo Cheaiti (My Kitty and I Will Go Walking)

14.At Swim With Two Birds! (Ag snamh le dha ean!)/Ard barra Jiglink title
1998 The Pennyburn Piper Presents: Uilleann Pipes

1 The pratie in the gander’s whole/Donnybrook fair/Sixpenny money

2 Pennyburn hornpipe/The jolly beggarman/The Z-transform

3 Máthig túanocht (If you come tonight)

4 Eibhlín a rúin (Eileen darling)

5 Shoe the donkey/Cook in the kitchen/Dungourney battery

6 Iníon an fhaoit (White’s daughter)

7 Úna’s Boston reel/ The peeler’s jacked/Old Denmark

8 Aisling gheal (Bright vision)

9 Síle ní ghadhra (Sheila O’Gara)

10 Planxty montenotte

11 Tá tart ar m’anam (My soul thirsts)

12 De bharr na gCnoc (Over the mountains)

13 The blackbird

14 The Verdant Braes of Screen 

15 Gather round the fire * Britches full of stitches * Captain byng

## Premios
Tomás ganó el All-Ireland solo piping title (Título concedido al mejor gaitero solista de toda irlanda) y recibió el título de "The Pennyburn Piper". De ahí el título de su disco grabado en 1998 con Neil Martin The Pennyburn piper presents: Uilleann Pipes, en el que también canta.